# Braunsia burmensis
Braunsia burmensis är en stekelart som beskrevs av Bhat och Gupta 1977. Braunsia burmensis ingår i släktet Braunsia och familjen bracksteklar. Inga underarter finns listade.